# Zirkuszelt

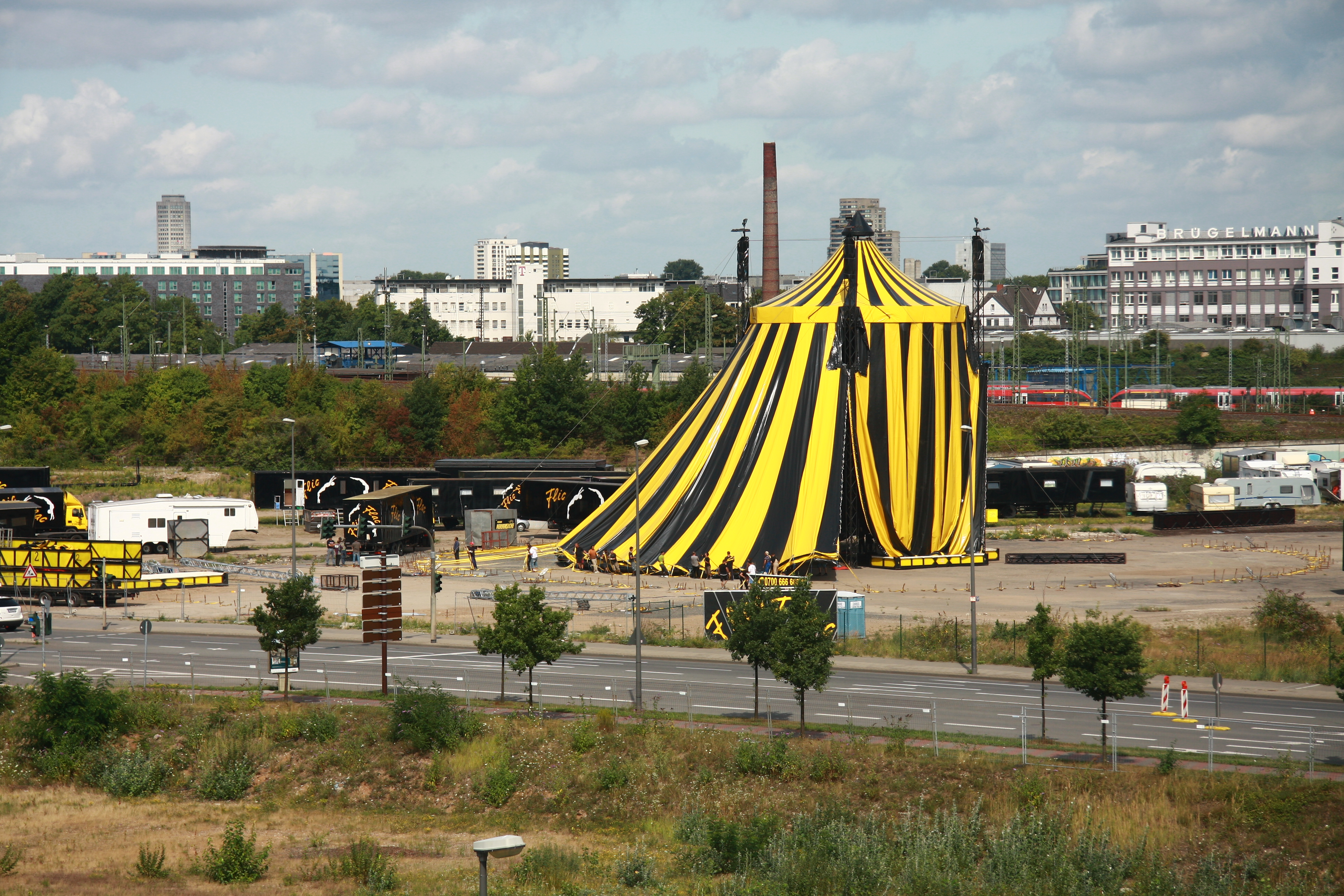
Ein Zelt im Aufbau …

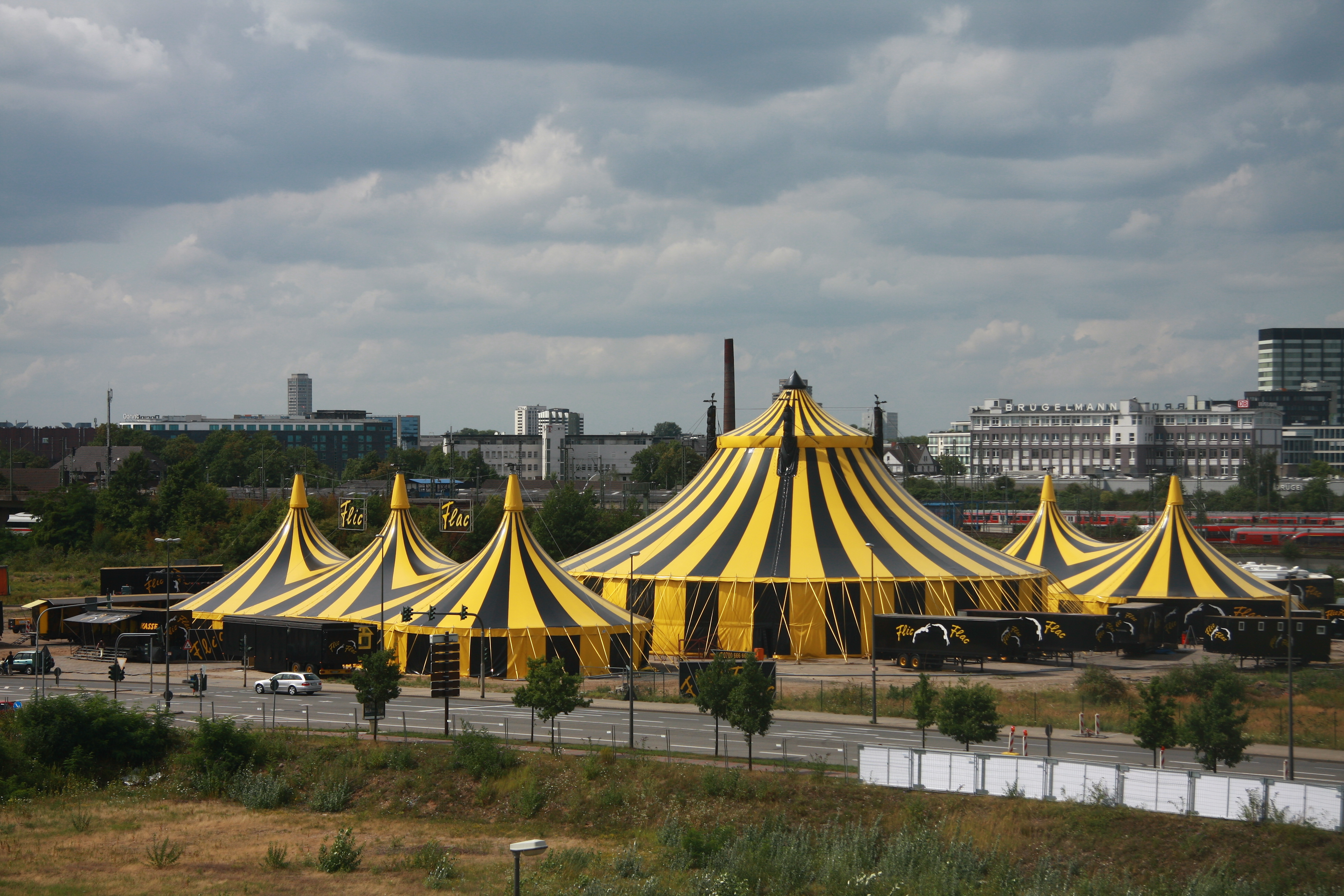
… und nach Vollendung

Das Zirkuszelt (auch Chapiteau, von franz. chapiteau = Kapitell) ist in der Regel ein Zelt mit rundem oder ovalem Grundriss. Es dient dem Wanderzirkus als Spielstätte für seine Vorführungen. Das Zirkuszelt bildet die räumliche Hülle für Manege und Zuschauerbereich. Die Manege ist üblicherweise rund oder elliptisch, die Zuschauer sitzen in einer Art Amphitheater auf dem Gradin um die Manege herum. Das Zirkuszelt ist ein temporärer Zentralbau.
Das Zirkuszelt ist somit ein Beispiel sowohl für Temporäre Architektur als auch für Textile Architektur bzw. für Membranbau. Die Technologie zu transportablen Zelten dieser Größe gibt es erst seit dem Ende des 19. Jahrhunderts. Zuvor fanden Zirkusvorstellungen in festen Theatergebäuden wie etwa dem Cirque Olympique oder in Schaubuden statt.
Das Zeltdach besteht wegen seiner enormen Größe aus verschiedenen einzelnen Planen, welche gerollt oder gefaltet transportiert und am Gastspielort zusammengefügt werden. Das Zeltdach sowie die Rundleinwand bestehen heute fast ausschließlich aus gewebeverstärktem PVC. Zu Beginn des 20. Jahrhunderts wurden sie noch aus reinem Baumwollgewebe gefertigt, wodurch sich das Zelt bei längerem Regen mit Wasser vollsog.
Das Zelt wird in der Mitte von Masten gehalten, die anfangs aus Holz waren, heute jedoch aus Stahl sind. Man unterscheidet zwischen Rundmasten und Gittermasten, wobei letztere die Sicht stark behindern. Am weitesten verbreitet sind Zirkuszelte mit vier Masten (Viermaster). Früher reisten Zirkusse sogar mit acht bis zwölf Masten.

Am äußeren Rand wird das Zeltdach von Rondellstangen gestützt, an denen unten auch die Rundleinwand befestigt ist. Zwischen Hauptmasten und Rondellstangen muss die Dachplane zusätzlich gestützt werden. Dazu dienen Sturmstangen, welche im Zuschauerraum vor dem Gradin aufgestellt werden. Die Sturmstangen behindern die Sicht sehr stark. Daher verzichten manche Zirkusse seit einiger Zeit darauf und spannen die Dachplane von außen zusätzlich mit Seilen ab. Diese Konstruktion wird fälschlicherweise oft als „freitragendes Chapiteau“ bezeichnet.
Die Abspannung der Masten erfolgt mit Stahlseilen, welche durch Greifzüge oder Flaschenzüge gespannt werden. Als Befestigungspunkte dienen Stahlanker. Die Abspannung der Planen erfolgt heute mit Spanngurten aus Polyestergewebe, wobei als Festpunkt gleichfalls die Zeltanker dienen.
Im Zelt wird als Sitzeinrichtung ein Gradin aufgestellt. In der Mitte befindet sich die Manege, an der Frontseite der Zuschauereingang mit darüber liegendem Beleuchterpult und gegenüber der Artisteneingang mit darüber liegendem Orchesterpult.
Hinter dem Artisteneingang befindet sich der Sattelgang, in dem unter anderem die Pferde gesattelt oder Requisiten zwischengelagert werden.
Bekannte Hersteller sind heute vor allem die Hamburger Zeltbauer Raap Planen und Zelte, die italienischen Zeltbauer Canobbio-Milano und Scola-Teloni, vor dem Zweiten Weltkrieg auch Tränkner&Würker aus Deutschland.

## Genehmigung

### Deutschland
Zirkuszelte ab 75 m2 benötigen ein Prüfbuch und eine Ausführungsgenehmigung gemäß § 76 Abs. 5 LBO, außerdem muss eine Gebrauchsabnahme durchgeführt werden. In Deutschland wird die Genehmigung solcher Bauten in den jeweiligen Landesbauordnungen geregelt.
Für Außenzelte gelten die Bestimmungen zum Betrieb Fliegender Bauten, während diese Bestimmungen für in Hallen ausgeführte Zelte nicht greifen. Eine Gebrauchsabnahme ist hier nicht verpflichtend und liegt im Ermessen des Veranstalters. Sie wird dann aber nicht wie bei Außenzelten durch die untere Bauaufsichtsbehörde, sondern durch den TÜV, den Hausmeister oder die Feuerwehr durchgeführt. Es gelten die jeweiligen Vorschriften des beherbergenden Gebäudes; Vorgaben wie Notausgänge und Brandschutz sind einzuhalten.